# Onion Man

洋蔥（Onion man)是一位知名的影音創作者，由於從不露臉，令其粉絲感到期待且好奇洋蔥（Onion man)的長相，但在其他影音創作者的影片中總是會不小心露臉。
Onion Man（1992年10月29日—）又名洋蔥，真實姓名不祥，是一名台灣的百萬訂閱網紅，一名位於台灣桃園市的圖文系YouTuber，畢業於中原大學電類系。
影片內容主是用動畫的方式來講述生活中發生各種新鮮的故事。主要經營的頻道為「Onion Man」「Onion Man 洋蔥與阿文 第二短廢片頻道」。在影片中的人物形象是一頭頂著橘色頭髮的男子，主要呈現的形象是邋遢，隨便及懶惰等個性。動畫中的其他人物代表像是博鈞、阿文、紅傑等動畫角色

## 經歷
2015年11月3日，洋蔥首創主頻道「Onion Man」
2016年12月1日，上傳第一支影片《【Onion Man】這樣代表你過時了》
2018年8月1日，創建副頻道「Onion Man 洋蔥與阿文 第二短廢片頻道」
2021年10月11日，發行首支個人單曲《明明就很ㄍㄧㄥ但我還是喜歡妳》
2022年2月18日，發行第二支個人單曲《明顯是個狠角色》
2022年10月29日，擔任第四屆走鐘獎最佳動畫獎和最佳特效獎頒獎嘉賓，同日發行與吳以悠合作的第三支個人單曲《回到最初愛上你》

## 音樂作品

### 單曲
| 發行日期       | 單曲                                        | 演唱者      | 作詞                           | 作曲                           | 備註            | REF           |
| -------------- | ------------------------------------------- | ----------- | ------------------------------ | ------------------------------ | --------------- | ------------- |
| 2021年10月11日 | 《明明就很ㄍㄧㄥ但我還是喜歡妳 Tool Larry》 | 洋蔥        | 柏霖PoLin JerryC               | 柏霖PoLin JerryC               | 個人首支單曲    | [ 11 ]        |
| 2022年2月18日  | 《明顯是個狠角色 Fool Larry》               | 洋蔥        | 柏霖PoLin JerryC               | 柏霖PoLin JerryC               |                 | [ 11 ]        |
| 2022年10月29日 | 《回到最初愛上你 Live For The Dream》       | 洋蔥 吳以悠 | 柏霖PoLin JerryC 吳以悠 吳易緯 | 柏霖PoLin JerryC 吳以悠 吳易緯 | 第4屆走鐘獎插曲 | [ 11 ] [ 12 ] |

## 角色列表
| 角色名稱 | 名字來源         | 人設                           | 初次登場                                                    | 登場日期       |
| -------- | ---------------- | ------------------------------ | ----------------------------------------------------------- | -------------- |
| 洋蔥     | 洋蔥的國小同學   | 作者本人                       | 【Onion Man】這樣代表你過時了                               | 2016年12月1日  |
| 阿文     | 洋蔥的高中朋友   | 可愛的人，有時是反派           | 【Onion Man】這樣代表你過時了                               | 2016年12 月1日 |
| 紅傑     | 洋蔥的高中朋友   | 奸詐，狡猾。善於算計，貪小便宜 | 【Onion Man】這樣代表你過時了                               | 2016年12 月1日 |
| 博鈞     | 洋蔥的朋友       | 頹廢，有時是丑角               | Onion Man \| 考試最常發生的嘔事                             | 2017年1月16日  |
| 婷婷     | 虛構             | 主要女角                       | Onion Man \| 如果當年柯景騰決定衝了                         | 2016年12月23日 |
| 大鼻威   | 洋蔥的朋友       | 有時是配角，個性不定           | Onion Man \| 運動漫畫裡的中二老梗劇情(一)                   | 2017年12月3日  |
| 睪首     | 取自於諧音：高手 | 帥哥                           | Onion Man \| 運動漫畫裡的中二老梗劇情(三)-新的敵人          | 2018年4月29日  |
| 小美     | 洋蔥的朋友       | 主用女角                       | Onion Man \| 如果當年柯景騰決定衝了                         | 2016年12月23日 |
| 彦璋     | -                | 隱形人                         | Onion Man \| 考試最常發生的嘔事                             | 2017年1月16日  |
| Larry    | 作者本人         | 與動畫中的洋蔥為同一人         | Onion Man \| 又累又煩！我再也不當主揪！\| 主揪的辛酸血淚    | 2019年6月16日  |
| 阿學     | 洋蔥的高中朋友   | 做什麼是都能做到極致的人       | Onion Man \| 從學渣變學霸，洋蔥憧憬著的男人 \| 真實回憶故事 | 2020年1月5日   |
| 阿皓     | 洋蔥的朋友       | 個性不定，愛比較，愛慕虛榮     | Onion Man \| 令人困擾的體味男，Larry \| 真實回憶系列        | 2020年3月29日  |

## 外部連結
- YouTube上的Onion Man頻道
- YouTube上的Onion Man 洋蔥與阿文 第二短廢片頻道
- Onion Man的Facebook專頁
- Onion Man的Instagram帳戶